# 노네임 (래퍼)
파티마 뉘마 워너(영어: Fatimah Nyeema Warner, 1991년 9월 18일 ~ )는 미국의 래퍼이자 시인으로, 노네임(영어: Noname)이라는 이름으로 활동하고 있다. 2010년부터 랩과 포에트리 슬램을 공연하기 시작하였고, 2013년에 챈스 더 래퍼의 믹스테잎 《Acid Rap》의 수록곡인 "Lost"의 피처링을 맡으면서 이름을 알려나가기 시작했다. 2016년 7월 31일, 첫 믹스테이프 《Telefone》을 발매해 호평을 받았다. 이어서 2018년 9월 14일 발매한 첫 정규 음반은 《Room 25》는 비평적으로 폭넓은 찬사를 받았다. 2019년부터는 북클럽을 열고, 유색인종 작가의 글에 초점을 맞추며 운영을 진행하고 있다. 2021년에는 두 번째 음반 《Factory Baby》를 발매할 예정이다.

## 어린 시절
노네임은 시카고의 브론즈빌에서 자랐다. 중학교 때까지는 조부모의 손에서 자랐으며, 이후에는 엄마와 같이 살게 되었다.
청소년 때는 버디 가이나 하울링 울프와 같은 블루스 음악가들의 음악을 들었으며, 엄마의 서점에서 시간을 보냈다. 고등학교에 글쓰기를 배우기 시작했을 때부터는 시를 쓰기 시작하였다. 또한 10대 때는 젊은 예술가들이 서로 만날 수 있는 유미디어 프로젝트에도 많은 시간을 쏟았다. 당시 프로젝트는 해럴드 워싱턴 도서관에서 진행되었으며, 노네임은 그곳에서 찬스 더 래퍼를 포함해 많은 재능 있는 사람들과 친분을 맺어갔다.

## 경력

### 2010년 ~ 2015년: 초기 작품
노네임은 시를 지역 오픈 마이크나 포에트리 슬램 대회에 나가 시를 읊는 것에 관심을 보였다. 시카고에서 매년 열리는 라우더 댄 어 봄이라는 포에트리 슬램 대회에서는 3등을 차지하였다. 이후 노네임은 프리스타일 랩을 친구와 시작하였으며, 찬스 더 래퍼, 사바 & 믹 젠킨스와 같은 시카고 지역의 음악가와 협업하였다.
2013년, 노네임은 찬스 더 래퍼의 두 번째 믹스테이프 《Acid Rap》에 수록된 〈Lost〉에 코러스와 벌스를 불렀다. 이후 세 번째 믹스테이프 《Coloring Book》에 수록된 〈Finish Line/Drown〉에서 벌스를 맡았다. 2016년 12월에는 찬스 더 래퍼와 같이 새터데이 나이트 라이브에 출연하였다. 같은 해 11월 13일부터는 첫 번째 투어를 진행하였다.
2014년에는 믹 젠킨스의 믹스테이프 《The Waters》에 있는 〈Comfortable〉에 참여하였다. 2015년, 노네임은 커크 나이트의 음반 《Late Knight Special》에서 많은 트랙에 참여하였다. 또한 당해, 시카고 래퍼 라마제 에로크의 싱글 〈I Love You More〉에 피처링으로 참여하였다.

### 2016년 ~ 2017년: 《Telefone》
노네임은 첫 활동명으로 "노네임 집시"를 사용하였다. 이름의 의미는 청소년 시기에 "집시는 유목하는 삶을 살고, 한 공간에 오래 머무르지 않는다."고 믿었기 때문이라고 밝혔다. 하지만 2016년 3월, 집시라는 단어에 함축적으로 들어있는 부정적인 의미를 알지 못하였고, 이에 롬인의 기분을 상하게 하고 싶지 않다고 언급하며 활동명에서 집시를 없앴다. 한편 페이더와의 인터뷰에서, 노네임이라는 활동명을 이렇게 설명하였다.
저는 꼬리표에 얽매이지 않은 채 존재하려고 노력합니다. 저는 상표에 전혀 관심이 없어요. 심지어 제가 옷을 입는 방식에도요. 저는 보통 유명 상표가 있는 옷을 입지 않습니다. 이름이 없는 옷이 창의력을 키워줍니다. 노네임은 간호사가 될 수 있고, 시나리오 작가가 될 수도 있습니다. 저는 예술이나 다른 존재의 특정 범주에만 국한되지 않습니다. 좀 더 실존적인 차원에서 말이죠.
노네임은 첫 믹스테이프 《Telefone》을 2016년 7월 31일에 발매하였다. 롤링 스톤은 이 믹스테이프를 2016년 힙합 중에서 가장 많은 생각을 유발하는 작품이라고 언급하였다.

### 2018년 ~ 2019년: 《Room 25》
2018년 8월, 노네임은 두 번째 음반이자 첫 정규 음반인 《Room 25》가 2018년 가을 즈음에 발매될 것이라고 언급하였다. 이후 한 달 후 정도가 지났을 때 음반은 발매되었다. 음반은 《Telefone》 이후 시카고에서 로스앤젤레스로 이사를 간 것과, 짧았던 사랑 관계 등 2년을 톺아보는 일종의 연대기 형식이었다. 음반은 메타크리틱에서 93점을 받는 등 비평적으로 폭넓은 찬사를 받았다.

### 2019년 ~ 현재: 《Factory Baby》
2019년 5월 15일, 노네임은 두 번째 정규 음반의 제목이 《Factory Baby》가 될 것이라고 밝혔다. 또한 스미노, 사바와 함께 게토 세이지라는 이름의 팀을 결성하였다.
2019년 11월, 노네임은 음악을 그만둘 것을 고려하고 있다고 밝혔고, 또 백인 관객에게 불만을 표현하였다. 노네임은 "저는 저를 지지하지 않는 사람들을 위해 계속해서 음악을 만들고 무료로 인터넷에 올리는 것을 거부합니다. 저는 백인을 위한 무대에서 춤추고 싶지 않습니다."라고 말하며 계속해서 자신의 팬 층의 통계가 음악을 그만두고 싶게 만들었다고 언급하였다. 2020년에는 자신의 음악 생활이 교육과 북 클럽에 집중하기 위해 잠시 중단되었다고 말했다.
2020년 6월 16일, 제이 콜이 노네임이 Black Lives Matter 운동에 참여하지 않는 연예인을 비판하는 것을 가사에 암시하는 듯한 노래 〈Snow on tha Bloff〉를 공개하였다. 그후 모레인 6월 18일, 노네임은 매드립이 프로듀서로 참여한 〈Song 33〉을 발매하였다. 노래에서는 콜을 암시하고, 흑인 인권 운동가 올루와토인 살라우의 죽음을 필두로 흑인 여성에 대한 폭력을 이야기하고 있다. 이후 노네임은 나중에 이 노래를 발매함으로 콜을 응답한 것에 대해 유감을 표시하였다.
2020년 8월 7일, 노네임은 앤더슨 팩의 〈Lockdown〉 리믹스 버전에 JID와 제이 록과 함께 참여하였다.

## 영향
음악적 또는 스타일적으로 노네임은 에이브릴 라빈, 니나 시몬, 안드레 3000, 카니예 웨스트, 미시 엘리엇 등에 영향을 받았다. 글쓰는 형식이나 스타일에는 작가 토니 모리슨과 시인 패트리샤 스미스가 많은 영향을 끼쳤다고 밝혔다.

## 디스코그래피

### 정규 음반
| 제목         | 음반 정보                                                            |
| ------------ | -------------------------------------------------------------------- |
| Room 25      | - 발매일: 2018년 9월 14일 - 레이블: 자가발매 - 포맷: 디지털 다운로드 |
| Factory Baby | - 발매일: 2021년 - 레이블: 자가발매 - 포맷: 디지털 다운로드          |

### 믹스테잎
| 제목     | 음반 정보                                                                    |
| -------- | ---------------------------------------------------------------------------- |
| Telefone | - 발매일: 2016년 7월 31일 - 레이블: 자가발매 - 포맷: 디지털 다운로드, 바이닐 |

### 싱글
| 제목                   | 연도 |
| ---------------------- | ---- |
| "Song 31" (ft. 필릭스) | 2019 |
| "Song 32"              | 2019 |
| "Häagen Dazs"          | 2019 |
| "Song 33"              | 2020 |

### 피처링
| 제목                    | 연도 | 음악가                                              | 음반                            |
| ----------------------- | ---- | --------------------------------------------------- | ------------------------------- |
| "The Truth"             | 2013 | 믹 젠킨스                                           | Trees & Truths                  |
| "Lost"                  | 2013 | 찬스 더 래퍼                                        | Acid Rap                        |
| "Touchdown"             | 2013 | 존 왈트                                             | Get Happy 2.0                   |
| "All Love"              | 2014 | C-식, 테일러 베넷, 닉 아스트로                      | La Collection                   |
| "Comfortable"           | 2014 | 믹 젠킨스                                           | The Water[s]                    |
| "Future Plans Pt. III"  | 2014 | 우 파크                                             | Smokes                          |
| "The Truth"             | 2015 | IKON, 사바, 말콤 런던, 앤서니 파벨                  | Private Stock                   |
| "Warm Enough"           | 2015 | 도니 트럼펫 & 더 소셜 익스페리먼트, 제이 콜         | Surf                            |
| "I Love You More"       | 2015 | 라마제 에로크                                       | 음반 미수록곡                   |
| "Israel (Sparring)"     | 2015 | 찬스 더 래퍼                                        | 음반 미수록곡                   |
| "Last Dance"            | 2015 | 찬스 더 래퍼, 릴 B                                  | Free (Based Freestyles Mixtape) |
| "Dead Friends"          | 2015 | 커크 나이트, 썬더캣                                 | Late Knight Special             |
| "I Had Music"           | 2016 | 몬트 제이크                                         | Shadow                          |
| "Finish Line / Drown"   | 2016 | 찬스 더 래퍼, 티페인, 커크 프랭클린, 에린 알렌 케인 | Coloring Book                   |
| "Only the Beginning"    | 2016 | 더마인드                                            | Summer Camp                     |
| "VRY BLK"               | 2016 | 자밀라 우즈                                         | HEAVN                           |
| "Into You"              | 2016 | 제시 보이킨스 III                                   | Bartholomew                     |
| "Angles"                | 2016 | 믹 젠킨스, 자비에 오마르                            | The Healing Component           |
| "Church / Liquor Store" | 2016 | 사바                                                | Bucket List Project             |
| "Counterfeit"           | 2016 | 필릭스, 첼시 리젝트, 사바                           | Countdown 2 Midnight            |
| "The Tragedy"           | 2016 | 제레미, 찬스 더 래퍼                                | Merry Christmas Lil' Mama       |
| "Amphetamine"           | 2017 | 스미노                                              | blkswn                          |
| "Kale"                  | 2017 | 조셉 칠리엄스, 슈파 브웨                            | Henry Church                    |
| "For A Reason"          | 2018 | 테니스 슈즈                                         | Breakfast                       |